# Шехзаде Махмуд (син Мехмеда III)
Шехзаде Махмуд (тур. Şehzade Mahmud; 1586 — 7. јун 1603) је био Принц Османског царства, син султана Мехмеда III. Он је био унук султана Мурата III и султаније Сафије, и полубрат двојице будућих султана Ахмеда I и Мустафе I.

## Детињство и младост
Шехзаде Махмуд је рођен у Маниси, када је његов отац још увек био османски принц, и намесник Манисе. Махмуд је заједно са својом браћом био образован од стране Мустафа-ефендије, кога је Мехмед лично изабрао 1592. године. Када је султан Мурат преминуо 1595. године, шехзаде Мехмед је ступио на престо као султан Мехмед III, и Махмуд је дошао у Истанбул заједно са браћом и оцем. Његов отац је наредио погубљење деветнаесторо његове браће и полубраће.

## У Истанбулу
У Истанбулу, Махмуд је био веома популаран од Јањичара. Мехмед је био узнемирен због тога што је Махмуд хтео да напусти палату и постане ратнички принц, поготово што је Мехмед постао толико дебео да није могао да иде на кампање. У нади да ће распршити бриге свог оца преко покрајинских побуна и Сафавидског напретка, Махмуд је замолио оца да га пошаље на бојно поље, и да му да команду над војском. Када год би говорио тако, Ахмед би покушао да га неуспешно заустави јер би то чинило Мехмеда тужним. Осим тога, Мехмед се плашио да Махмуд не дигне побуну.
Махмуд је почео да тугује када би видео да његовог оца води Султанија Сафије, његова баба, и да држава иде у пропаст. Махмудова мајка Халиме такође није била вољена од стране Сафије. Према турској традицији сви принчеви требало је да буду гувернери покрајинских провинција (санџакбегови), као део њихове обуке. Међутим, Махмуд који је био сувише млад и још необрезан, није био послат да управња ниједном провинцијом због излазне Џелали побуне и Дугог турског рата, један неодлучан земљишни рат између Хабзбуршке монархије и Османског царства, пре свега над кнежевином Влашком, Трансилванијом и Молдавијом.

## Погубљење
Махмудова мајка је послала скривено писмо религиозном муфтији како би знала да ли ће њен син постати следећи султан, и колико ће дуго султан Мехмед владати. Човек је одговорио на писмо, али је порука била претечена од стране харемског аге Абдурезака. Он је писмо доставио султанији Сафије и султану Мехмеду, уместо Махмудовој мајци. У писму је писало да ће Мехмед преминути за шест месеци од болести, а не од свргавања, и њен син ће постати следећи султан. Сафије је утицала на Мехмеда да је опасно да се Махмуд остави у животу, исто као и његова мајка. Потом је султан Мехмед III наредио да се Махмудова мајка погуби, а Махмуд стави у тамницу. Султан Мехмед је питао Шејхулислама и великог везира Јемишчи Хасан-пашу шта да уради са Принцем Махмудом. Шејухлислам му је рекао да Принца Махмуда, с обзиром на то да су га Јањичари волели, треба погубити јер би могао да дигне побуну. У року од недељу дана након што је стављен у тамницу, Принц Махмуд је позван да се оправда пред султаном. Принц је рекао да није знао ништа у вези тога што је његова мајка урадила, али му Мехмед није поверовао. Одмах после, Џелати су ушли у собу и задавили су Принца Махмуда пред очима султана Мехмеда.